# Loganville (Géorgie)
Pour les articles homonymes, voir Loganville.
Loganville est une ville américaine située dans les comtés de Walton et de Gwinnett, en Géorgie. Selon le recensement de 2020, sa population est de 14 127 habitants.